# 僕がネコに嫌われる理由
『僕がネコに嫌われる理由』（ぼくがネコにきらわれるりゆう）は、BS日テレで放送されていたネコを題材としたバラエティ番組。略称は「僕ネコ」。全7回（SP含む）。
第1弾『僕がネコに嫌われる理由』は、2011年11月7日から同年12月5日まで毎週月曜日23:30 - 24:00（JST）に放送。全3回（隔週で新作放送）。
第2弾『僕がネコに嫌われる理由 Season2』は2012年5月31日から同年6月14日まで毎週木曜日23:30 - 24:00に放送。全3回。

## 概要
なぜか動物たちに嫌われるドランクドラゴン・鈴木拓が、唯一好きな動物“ネコ”に愛されるため奮闘する姿を通じて、ネコとの上手なコミュニケーションの取り方を学んでいく動物バラエティ。
2011年11月、全3回の期間限定番組として放送。2012年2月22日、「猫の日」に番組DVD発売。同年2月27日、DVD発売記念の特別番組として3ヶ月ぶりに復活放送。さらに、第1弾の好評を受け続編の制作が決定。第2弾が“シーズン2”として同年5月より放送された。同年9月、第2弾DVDを発売。

## 番組内容
ネコが好きなのにも関わらずネコに嫌われてしまう人が相談に訪れる「ネコに好かれたい人相談所」に、毎回鈴木が相談者として訪れるという設定。鈴木と番組が用意したネコとのデート（しばらくの間同じ部屋で過ごすこと）のVTRを、相談員・塚地ニャー雄こと塚地武雅と獣医師の佐藤貴紀が観察し、鈴木の行動にダメ出しをしたり問題点を解説していく。さらに、番組最後に佐藤が「鈴木が嫌われる理由」を総括してネコへの正しい接し方をアドバイスする。
出演場面は鈴木はVTR、塚地と佐藤はスタジオのみ。したがってコンビでの共演場面は無い。鈴木のVTRが流れているときはワイプで塚地らが登場する。
シーズン2
シーズン1でネコに愛されるためのコツを学んだはずの鈴木拓が“ネコマスター”を目指して再び人気ネコとのデートにくり出す、という惹句でシーズン1とほぼ同じ内容。ショートドラマ「アンゴラ一家」が無くなくなり、エンディングクレジットで流れる映像が、鈴木が番組DVD（シーズン1）を宣伝するものになった（前作はその回に登場したネコの映像）。第1回ではシーズン1で「ギブアップ」を出したネコとリベンジデートを行った。第3回は長崎ロケを敢行。出張デートのほか街ネコと記念撮影をするなどして触れ合った。

## 出演者
- 鈴木拓（ドランクドラゴン）
- 塚地武雅（同上）
- 佐藤貴紀（白金高輪病院院長・獣医師）

## アンゴラ一家
シーズン1でおまけコーナーとしてエンディング前に流れるショートドラマ。鈴木が毎晩見ている夢の中の話という設定で、アンゴラウサギの家族の日常が描かれる。本物のウサギが登場するが演技をするわけではなく、ミニチュア模型の居間で役柄ごとの衣装を着けて、たむろしているウサギたちにタレントがアテレコしてドラマに仕立てている。本編3話に加えて、テレビ未放送の特別エピソードとして第0話の動画が公式サイト上で公開された。さらに、DVD限定アナザーストーリーとして第4話、5話が番組DVDに収録されている。
キャスト（声の出演）
- 父：三郎（4歳半） - 今村聡

昔気質で頑固な父親。人参組合に所属。ひそかに映画俳優バニー・クルーニーに憧れる隠れロマンチスト。最近モテ期。母曰く、弾き語りが得意。
- 母：峰子（4歳） - 伊藤真奈美

おしゃべりで世話好きな専業主婦。ボランティア活動や習い事に熱心。リアリストな半面、多少とぼけた一面を持つ。父にはそれがたまらない。
- 長女：玲子（7ヵ月） - 岡田亜矢

自由奔放でイマドキな長女。ルックスに自信を持つ、クールな毒舌家。
- 長男：勇太郎（6ヵ月） - 高平圭

シャイで冷静な長男。実は誰よりも家族思い。
| 回    | サブタイトル               |
| ----- | -------------------------- |
| 第0話 | 猫を飼いたい               |
| 第1話 | いつまで娘と入れるだろう？ |
| 第2話 | 長女の悲しい家出           |
| 第3話 | 父の給料日                 |
| 第4話 | 卵産みたい…!?              |
| 第5話 | もしもピアノが弾けたなら   |

## 放送リスト
| 回       | 初回放送日（再）       | デートの相手 | 鈴木が嫌われる理由                                             |
| Season 1 | Season 1               | Season 1 | Season 1                                                       |
| -------- | ---------------------- | --- | -------------------------------------------------------------- |
| 1        | 2011年11月7日（14日）  | 凛（日本猫 三毛猫・メス） クロエ（エキゾチックショートヘア・メス） ラファエル（スコティッシュフォールド・オス） | 突発的言動                                                     |
| 2        | 2011年11月21日（28日） | ムギくん、モカくん、ぽっぽくん、マルゴーくん・イチちゃん                                                        | 特性に無頓着                                                   |
| 3        | 2011年12月5日（12日）  | チャッピーくん・ふくくん・ラウルくん                                                                            | 嫌がっているサインを見抜けない                                 |
| SP       | 2012年2月27日(3月5日)  | 鈴木拓・大反省会 〜なぜ僕はネコに嫌われるのか〜                                                                 | 声の大きさ ネコちゃんの気持ちがわからない ネコちゃんへの触り方 |
| Season 2 |                        | |                                                                |
| 1        | 2012年5月31日          | マイケルくん・こはくくん・マルゴーくん                                                                          | スキンシップの仕方                                             |
| 2        | 2012年6月7日           | マールくん・ぎんなんくん・こまくん                                                                              | 遊び方                                                         |
| 3        | 2012年6月14日          | こはるちゃん・柚ちゃん・くればりーくん                                                                          | 相手の性格や反応を無視する                                     |

## 特別番組
『僕がネコに嫌われる理由SP 鈴木拓・大反省会 〜なぜ僕はネコに嫌われるのか〜』
- 放送日時：2012年2月27日 23:30 - 24:00
- 番組内容：番組DVD発売を記念した特別番組。出演者はレギュラー放送と同じ。スタジオに鈴木が登場して過去3回の放送を振り返りながら、鈴木の嫌われ理由を佐藤先生と塚地が直接ダメ出し&徹底検証する。さらに、ネコに愛されるための「正しい接し方」講座ではアプローチや抱っこの仕方を佐藤先生に実践指導してもらう（前回デートで仲良くなれなかった猫のラファエルと一緒に行なう予定だったが、鈴木を嫌がってかスタジオを“脱走”してしまい、ぬいぐるみで代用）。また、視聴者やロケ先でお世話になった飼い主からの番組への意見紹介のほか、「もう一度あいたいネコちゃん達」と題して、これまで登場したネコたちの可愛すぎる名場面を一挙大公開した。

## スタッフ
シーズン1
- ナレーター：伊藤真奈美（#1-3）、中道美穂子（SP）
- 企画：上田暁子（Presidio）
- 構成：榊暁彦、たかはC
- CAM：竹中哲
- 美術プロデューサー：内藤佳奈子
- デザイン：楠川浩之
- タイトル：船山征一郎
- イラストデザイン：高樹はいど
- CG：松井夢壮、田中利明
- 協力：MABU、ザ・チューブ、FREEDOM OF ZACK、フジアール
- 撮影協力：白金高輪病院、KAME STUDIO、あめらびアンゴラ&ネザー館
- アシスタントディレクター：山村勇介、佐藤国秀
- ディレクター：大森千代美、峰尾圭一
- 演出：佐藤裕司
- プロデューサー：上田暁子（Presidio）、中塚大悟（NET WEB）
- チーフプロデューサー：佐藤明香（BS日テレ）
- 制作協力：NET WEB
- 企画制作：プレシディオ
- 制作著作：BS日テレ

シーズン2
- ナレーター：中道美穂子
- 企画：上田暁子（Presidio）
- 構成：たかはC
- CAM：平見進
- タイトル：船山征一郎
- イラストデザイン：高樹はいど
- CG：松井夢壮、田中利明
- 協力：ROGUE、ザ・チューブ、FREEDOM OF ZACK、フジアール、KTNソサエティ（#3）
- 撮影協力：白金高輪病院
- アシスタントディレクター：尾崎拓、大渕美紀
- ディレクター：増田真也、吉行俊介、乃美有紀子
- プロデューサー：上田暁子、須藤景子（NETXTEP）、伊藤和美（NETXTEP）、荒川桂輔（NETXTEP）
- チーフプロデューサー：佐藤明香（BS日テレ）
- 制作協力：NEXTEP
- 企画制作：プレシディオ
- 制作著作：BS日テレ

## 放送局
| 放送対象地域 | 放送局            | 放送期間                                                      | 放送日時                              | 備考                   |
| ------------ | ----------------- | ------------------------------------------------------------- | ------------------------------------- | ---------------------- |
| 全国放送     | BS日テレ          | 2011年11月7日 - 12月5日（1st） 2012年5月31日 - 6月14日（2nd） | 月曜 23:30 - 24:00 木曜 23:30 - 24:00 | 制作局                 |
| 福島県       | 福島中央テレビ    | 2013年2月27日 -                                               | 水曜 10:55 - 11:25                    | 1stから順次放送        |
| 兵庫県       | サンテレビ        | 2013年2月13日 -                                               | 水曜 18:00 - 18:30                    | 1stから順次放送        |
| 中京広域圏   | 中京テレビ（CTV） | 2014年2月7日（一挙2話） 2014年2月21日（最終話）               | 金曜 25:48 - 26:52 金曜 26:28 - 26:58 | 2ndから放送            |
| 沖縄県       | 琉球放送          | 2013年1月5日 - 2月16日                                        | 土曜 7:00 - 7:30                      | 1stから順次放送。全7回 |

## DVD
- 「僕がネコに嫌われる理由」（2012年2月22日（猫の日）発売）
  - 発売元：BS日本、 発売協力：プレシディオ、 販売元：ポリドール映像販売
  - 収録内容：本編（全3話,77分）＋特典映像（番組に登場したネコたちの秘蔵映像『美ネコ図鑑』&「アンゴラ一家」アナザーストーリー2話,23分）

※初回盤封入特典：番組特製ネコちゃんシール
- 「僕がネコに嫌われる理由 シーズン2」（2012年9月5日発売）
  - 発売元：BS日本、 販売元：ポリドール映像販売
  - 収録内容：本編（全3話）＋特典映像（美ネコ図鑑、しゃべるねこ・しおちゃんから鈴木へのビデオレター、シーズン1特番『鈴木拓・大反省会〜なぜ僕はネコに嫌われるのか〜』）。116分。